# Apogon sangiensis
Apogon sangiensis es una especie de pez de la familia de los apogónidos en el orden de los perciformes.

## Morfología
Los machos pueden llegar a alcanzar los 9 cm de longitud total.

## Distribución geográfica
Se encuentran desde el África Oriental hasta Vanuatu, las Islas Ryukyu e Indonesia.